# Par i karriären
Par i karriären (engelska: Executive Stress) är en brittisk komediserie som producerades av Thames Television i tre säsonger och som sändes på ITV mellan 1986 och 1988.
Serien hade svensk premiär på SVT 1987.

## Handling
Caroline Fairchild tar upp karriären efter nästan tre decennier som hemmafru.

## Rollista i urval
- Penelope Keith - Caroline Fairchild
- Geoffrey Palmer - Donald Fairchild (säsong 1)
- Peter Bowles - Donald Fairchild (säsong 2-3)
- Harry Ditson - Edgar Frankland
- Elizabeth Counsell - Anthea Duxbury
- Mark Caven - Anthony